# Josef Bedřich Zwettler
Josef Bedřich Zwettler (německy Josef Friedrich Zwettler; 11. února 1788 Praha – 28. února 1841 Praha) byl vedutista, rytec a  litograf. Používal také podpis J. W. Zwettler.

## Život
Pokřtěn byl Josef Jan (Josef Joannes). Byl synem Jana Zwedlera (správce pražského domu knížete Kinského) a jeho manželky Kateřiny. Vystudoval krajinomalbu na pražské akademii u profesora Karla Postla. V Hradci Králové založil soukromou krajinářskou školu, od roku 1826 i v Praze, ta však brzy zanikla.
V roce 1830 (udává se též 1828) založil vlastní litografickou dílnu na pražském Starém Městě (č. p. 116-II.)

### Rodinný život
Josef Bedřich Zwettler byl dvakrát ženat. S první manželkou Marií (1799–1830), dcerou kupce Erbena v Miletíně, se oženil roku 1815. Měl s ní dva syny a jednu dceru (třetí syn zemřel předčasně). Všechny děti se narodily v Miletíně, otec pracoval v Praze. Oba synové, Josef a Hynek (Ignác) se stali též litografy. Druhá manželka Kateřina (Katharine, * 1784) pocházela ze Lhoty u Tábora.

## Dílo

### Veduty
- Město Polná z Kateřinova (mezi roky 1824 až 1841), depozitář Městského muzea v Polné, [7]
- Jihlava od jihu (tisk kolem roku 1850), Muzeum Vysočiny Jihlava[8]

### Mapy
- Neynowěgšj plán Prahy a wůkolj 1835 (kamenotiskem J. F. Zwettlerovým ; Jos. Kamernik sc.), Mapová sbírka PřF UK[9]

## Galerie

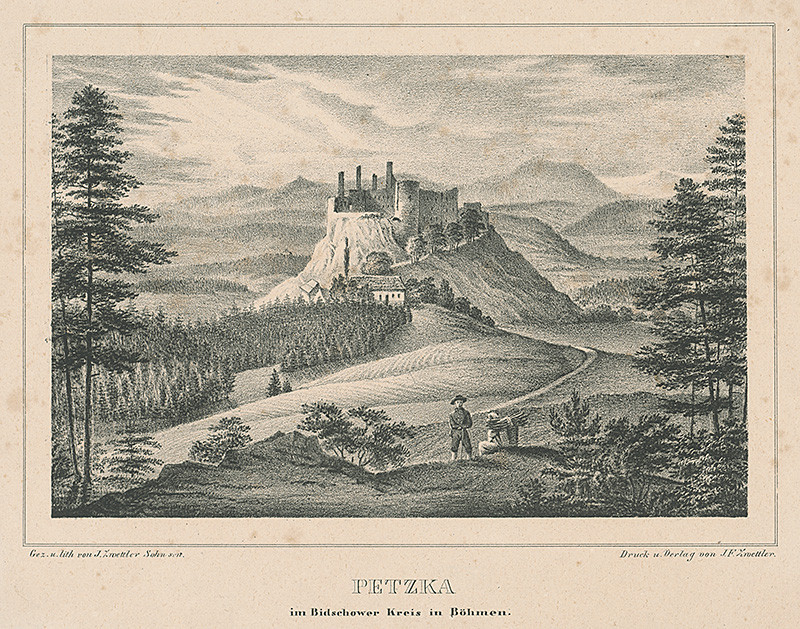
Josef Bedřich Zwettler: Hrad Pecka
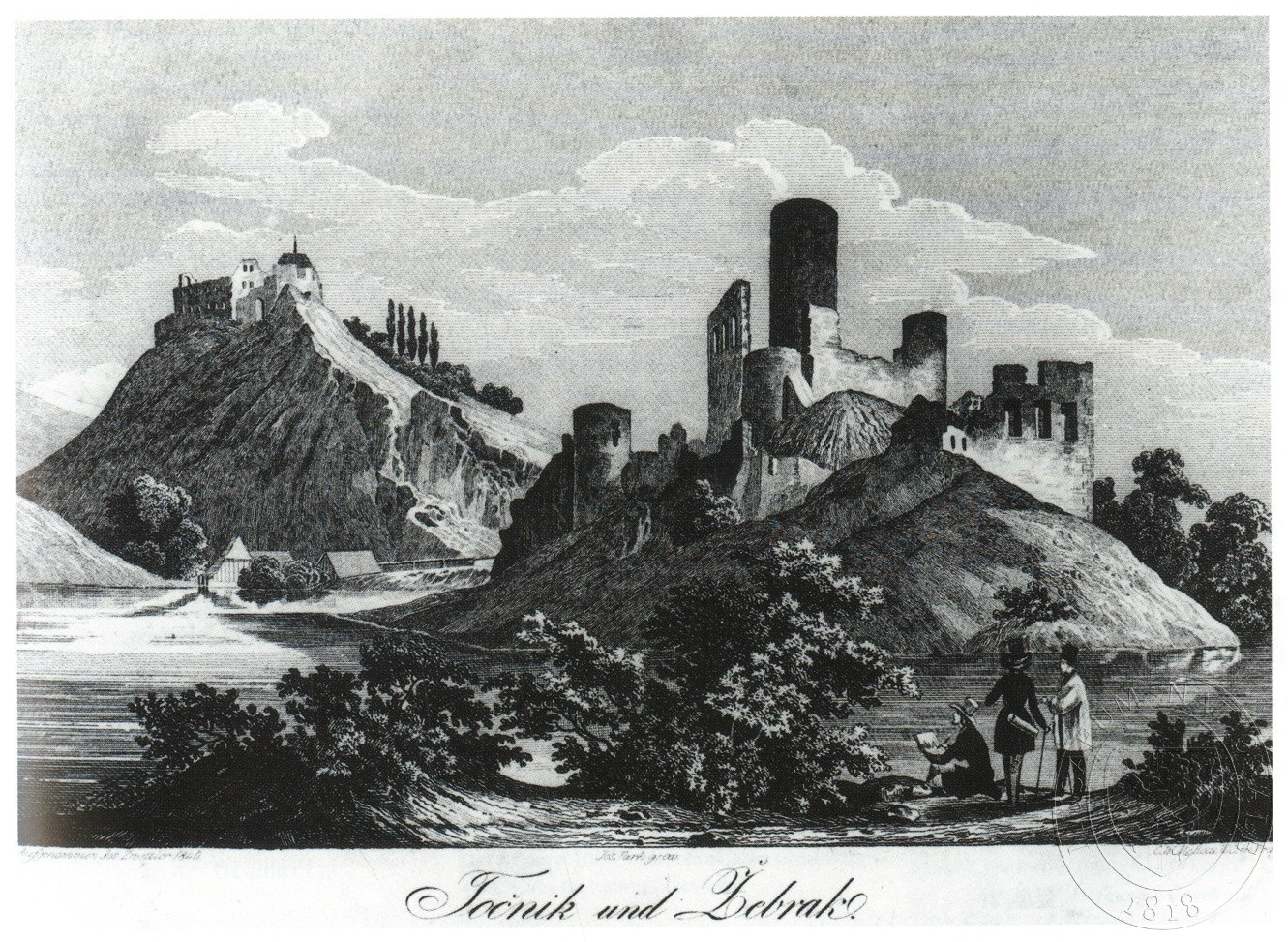
Josef Bedřich Zwettler: Točník a Žebrák
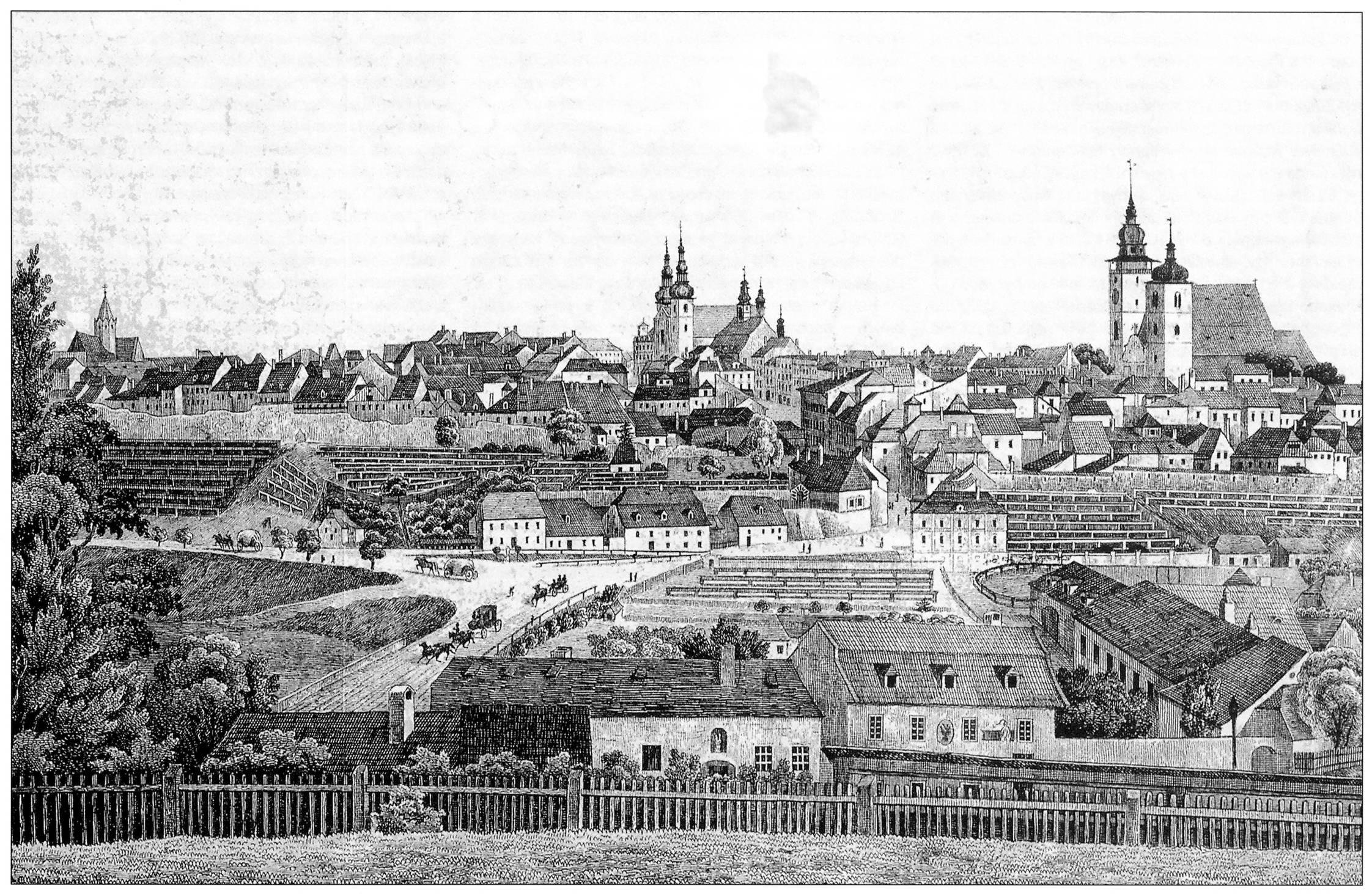
Pohled na Jihlavu od jihu, asi 1850

## Zajímavost

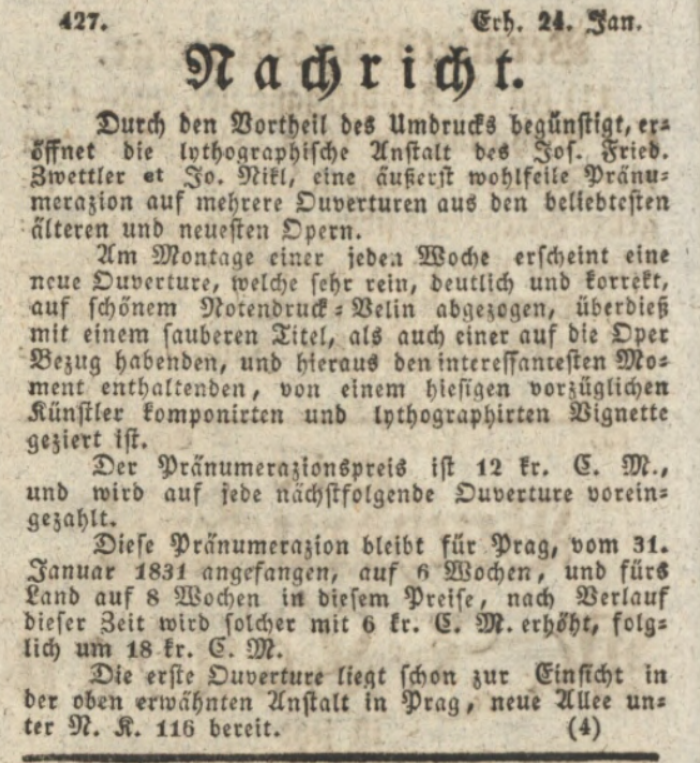
Tiskárna Zwettler a Nikl: Inzerát (edice operních předeher, 1831)

Tiskařský závod Josefa Zwettlera (Zettler & Nikl) se nezabýval pouze vydáváním grafických děl. V roce 1831 inzeroval vydávání operních předeher (ouvertur) v úpravě pro čtyřruční piano. Edice vycházela týdně, titulní list obsahoval vyobrazení vztahující se k ději opery. Vyšly tak také Mozartovy předehry Don Giovanni, Únos ze serailu a Titus.